# Kernkraftwerk Saint Lucie
Das Kernkraftwerk Saint Lucie liegt auf Hutchinson Island nahe Port St. Lucie, St. Lucie County im US-Bundesstaat Florida. Beide Blöcke sind Druckwasserreaktoren von Combustion Engineering.
Betrieben wird die Anlage seit 1976 von Florida Power & Light.
Die beiden Reaktoren der Anlage sind in zwei verschiedenen Gebäuden untergebracht. Die Anlage besitzt keine Kühltürme, sondern wird mit Meerwasser gekühlt.

## Geschichte
Mit dem Bau des ersten Reaktorblocks wurde am 1. Juli 1970 begonnen. Für den anderen Block war Baubeginn am 2. Mai 1977. Der erste Reaktor wurde am 7. Mai 1976 zum ersten Mal kritisch. Der zweite Reaktorblock folgte am 13. Juni 1983. Am 21. Dezember 1976 ging der erste und am 8. August 1983 der zweite Reaktorblock in kommerziellen Betrieb.
Die Nuclear Regulatory Commission (NRC) erweiterte im Oktober 2003 die Betriebserlaubnis für beide Einheiten um 20 Jahre bis 2036 und 2043. Darüber hinaus stimmte die NRC 2012 einer Leistungserhöhung von 12 % bei beiden Reaktoren zu.
Am 12. Juli 2015 geriet der Sporttaucher Christopher Le Cun nach eigenen Angaben bei einem Tauchgang vor der Küste in ein Kühlwassereinlaufrohr des Kernkraftwerkes und wurde in einen Kühlwasserteich auf dem Gelände des KKW gespült. Im Frühjahr 2016 reichte er daraufhin Klage gegen den Kraftwerksbetreiber ein, da dieser den Einlauf nicht ausreichend gesichert habe. Der Kraftwerksbetreiber widersprach dem und verwies auf eine vorhandene Abdeckung am Einlauf und eine Warnboje, welche einen Mindestabstand von 30 m Abstand fordert. Er unterstellte Le Cun, absichtlich in das Rohr getaucht zu sein. 1989 soll der Taucher William Lamm an gleicher Stelle ebenfalls eingesaugt worden sein.
Im Dezember 2016 wurde bekannt, dass auch Saint Lucie vom Creusot-Forge-Skandal um gefälschte Zertifikate betroffen ist. Teile des Druckhalters in Block 1 stammen von der belasteten Areva-Tochter.

## Störungen
- Vom 26. Februar 1983 bis 16. Mai 1984 war Saint-Lucie-1 außer Betrieb, nachdem man Beschädigungen am Hitzeschild des Reaktordruckbehälters und anderen Komponenten entdeckt hatte.

- Im März 2012 fand als Folge des Überflutungs-Problems bei der Nuklearkatastrophe von Fukushima in St. Lucie eine Spezial-Inspektion statt, wo allerdings „übersehen“ wurde, dass einige der vielen Dichtungen am Gebäude mit den Notkühl-Systemen undicht waren. Im Januar 2014 wurde dieses Gebäude als Folge dieser lecken Dichtungen wegen starker Regenfälle mit 50.000 Gallonen Wasser überschwemmt. Die Betriebsmannschaft entdeckte das Problem noch rechtzeitig und leitete das Wasser durch Ventile in Gebäudesümpfe ab, von wo es ausgepumpt werden konnte. Die Notkühl-Systeme blieben so offenbar funktionsfähig.[7]

- 2016 wurde St. Lucie Power heruntergefahren wegen Hurrikan Matthew, 2017 wegen Hurrikan Irma[8]

## Daten der Reaktorblöcke
Das Kernkraftwerk Saint Lucie hat zwei Blöcke:
| Reaktorblock  | Reaktortyp         | Netto- leistung | Brutto- leistung | Baubeginn  | Netzsyn- chronisation | Kommer- zieller Betrieb | Abschal- tung |
| ------------- | ------------------ | --------------- | ---------------- | ---------- | --------------------- | ----------------------- | ------------- |
| Saint Lucie-1 | Druckwasserreaktor | 839 MW          | 883 MW           | 01.07.1970 | 07.05.1976            | 21.12.1976              |               |
| Saint Lucie-2 | Druckwasserreaktor | 839 MW          | 883 MW           | 02.05.1977 | 13.06.1983            | 08.08.1983              |               |